# Faja de las Flores

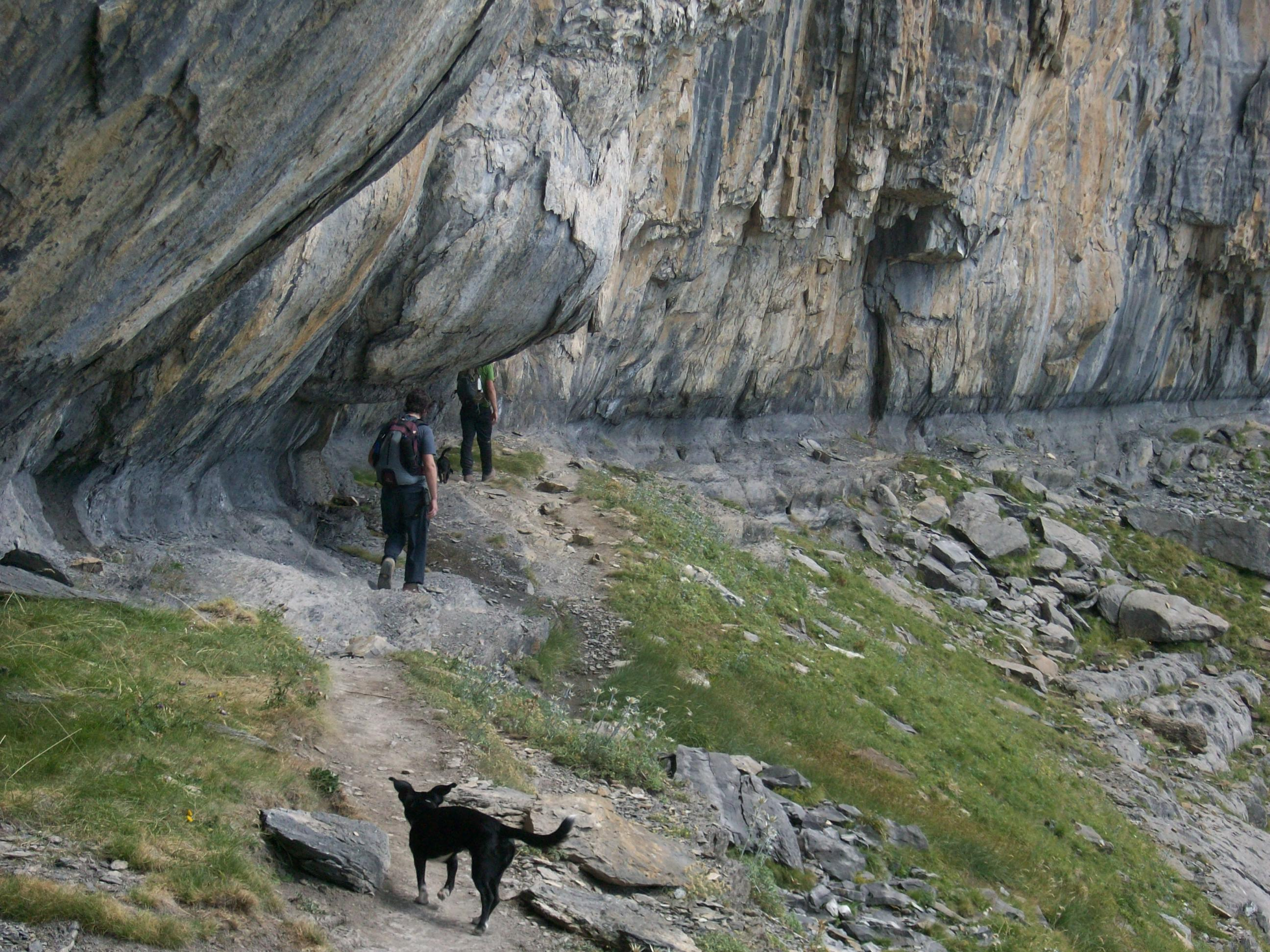
Un grup d'excursionistes fent el recorregut

La Faja de las Flores és una petita cornisa horitzontal al vessant nord de la Vall d'Ordesa, al Parc Nacional d'Ordesa, als Pirineus aragonesos i prop de la frontera França-Espanya. Es troba a 2450 m d'altura i baix seu, s'hi troba un penya-segat d'aproximadament 1100 m de desnivell. L'amplada de la cornisa oscil·la entre els 3 i els 7 metres. Aquesta formació geològica es produí a causa de la diferent duresa de les capes rocoses posades al descobert per l'acció d'una antiga glacera.
Hi ha un sender de 3.2 km que recorre aquest balcó amb vistes al riu Arazas. A ambdós costats de la cornisa hi ha unes clavilles d'ancoratge o pitons per accedir-hi. L'excursió més comuna que la recorre dura entre sis i vuit h (dues de les quals per a fer la Faja pròpiament dita) i comença i acaba a Pradera de Ordesa (1320 m), a 8 km de Torla.
S'hi poden veure l'àguila reial i el trencalòs. Entre altres espècies vegetals, s'hi poden trobar Androsace cylindrica, Teucrium chamaedrys, Ranunculus thora, Urtica dioica, Sagina saginoides, Silene saxifraga, Thalictrum alpinum, Arabis auriculata, Coincya monensis, Saxifraga praetermissa, Saxifraga moschata, Astragalus alpinus, Malva neglecta, Epilobium anagallidifolium, Chaerophyllum aureum, Galium aparine, Omalotheca hoppeana, Artemisia umbelliformis, Arctium minus, Crepis albida, Poa trivialis, Poa compressa, Gentiana acaulis i Salyx pirenaica.